# 义马果
义马果（Yimaia）是一类已灭绝的银杏类植物，包括义马果科（Yimaiaceae）。义马果科下仅有一属，即义马果属（Yimaia）。发现于早侏罗世到中侏罗世的地层中。

## 生理特征
义马果具有8-9个簇生在总柄顶端的大型的胚珠。胚珠紧密排列，直生或向外弯转，珠被中含有树脂体，珠柄很短。
义马果的营养叶呈似银杏型或拜拉型。
- 现代银杏的基部会表现出类似义马果的叶片

## 地质分布
义马果生存在早侏罗世到中侏罗世；英国、德国及中国的早侏罗世到中侏罗世地层中。

## 分类
义马果的模式种Yimaia recurva发现于中国河南义马侏罗纪义马组的含煤地层中。
- †义马果科 Yimaiaceae
  - †义马果属 Yimaia Zhou et Zhang,1988